# Thackwaite Beck
Der Thackwaite Beck ist ein Wasserlauf im Lake District, Cumbria, England.
Der Thackwaite Beck entsteht nordöstlich von Matterdale End aus dem Zusammenfluss von Cooper Beck und Blackdike Beck. Er fließt zunächst in nördlicher Richtung, wendet sich am Weiler Low Birchclose nach Osten. Er fließt in östlicher Richtung, bis er am Weiler Hutton mit dem Skitwath Beck den Dacre Beck bildet.